# 大日琳太郎
大日 琳太郎（だいにち りんたろう、1960年3月10日 - ）は、日本の劇作家、演出家、作曲家、俳優。ふるさとの物語制作委員会の芸術監督。宮城県芸術協会会員。
宮城県仙台市出身。本名は針生登志雄(はりうとしお)。父貞一、母貴美子の次男として生まれた。仙台市立若林小学校、仙台市立八軒中学校、宮城県仙台第一高等学校、東北大学経済学部卒業。
東北大学入学後、作曲を佐藤真に師事。ピアノを松浜恵子、杉山哲雄に師事。楽典を鶴岡たみ子に師事する。大学卒業後上京し、1988年第12回神奈川芸術祭作曲コンクール入選。その後、20年にわたり東京で俳優として活躍しながら、能の謡曲と仕舞を古川充 (観世流九皐会)に師事、義太夫教室にも通い、近松門左衛門や真山青果、三島由紀夫らに私淑し多くの戯曲を執筆、また演出した。劇中に使用される音楽も自身が作編曲している作品が多い。2007～2008年にかけては、友人のDon Kennyに乞われて英語狂言も度々演じている。
2009年12月より郷里の仙台に拠点を移し、2011年の東日本大震災を機に「ふるさとの物語制作委員会」を設立、郷土に材を採った作品や復興を祈念する作品を毎年制作している。2015年1月には、震災時の支援に感謝を表するため台湾の台北を訪れ、国立国父紀念館にて台湾の市民との合作「星空のコンチェルティーノお琴」を上演。また、同年10月には、宇和島伊達400年祭特別記念公演「天の赦すところ」を、愛媛県宇和島市を皮切りに、東京、仙台と巡業した。
朗読やひとり芝居も得意としており、小泉八雲、泉鏡花、真山青果、近松門左衛門らの作品において聞かせる日本語の美しさは他の追随を許さない。特に東北弁で朗読する斎藤隆介作「八郎」は彼の十八番とも言えるものであり、2014年3月11日にNHKのラジオ深夜便にて日本全国に放送され、2015年9月には韓国の大邱でも披露し大絶賛を浴びた。2017年には芸能生活30年を記念し、ギターリストの若生智彦を招き、ひとり芝居「親鸞 大いなるみ手に抱かれて」を制作、全国5ヶ所を巡演し、翌年には新潟の浄土真宗大谷派15寺院に招かれ再演を果たしている。
せりふ術においては、言葉を音楽として分析し独特の記譜法を用いるユニークな指導法に定評がある。その他、海外の若手パーフォマーを積極的に舞台に起用し、Don Kennyを宮城県に招き英語狂言のワークショップを開催したり、台湾の台南市にて中国語狂言のワークショップを行ったり、海外との文化交流にも積極的に取り組んでいる。
2018年初演の「史劇・石に刻んだ赤心」は、西南戦争後の西郷軍兵士たちの宮城県雄勝地方での苦節を描き、敗者再生と人権の尊重を高らかに謳った傑作と評され、兵士らの故郷鹿児島でも上演されて大評判を博した。5年後の2023年には、鹿児島だけでなく西南戦争の激戦地熊本と大分の竹田、そして東日本大震災の被災地である石巻、気仙沼・仙台と全国七か所で再演されている。
宮城県芸術協会会員。

## 出演作品

### テレビ番組
- 1996 日中合作テレビ日本語講座 「旅遊在北京」（中国中央電視台CCTV）
- 1996 実録・世にも不思議な事件簿2 “マルサの男”役（フジテレビ）
- 1998 三面記事デカ  “税関査察官”役（フジテレビ）
- 1998 三面記事デカ2  “刑事”役（フジテレビ）

### CM
- 1999 AGFコーヒー・ギフト 「星空ウォッチング編」 共演：三國連太郎

### 映画
- 2001 釣りバカ日誌12 史上最大の有給休暇　監督 本木克英（松竹）
- 2008 Everlasting Escape 　監督 福島亨
- 2024 最後の乗客　監督 堀江貴

### 舞台出演・演出・作曲・台本執筆（主催）
- 1991 神男女狂鬼91   "作・構成・演出・出演"（東京バリオホール 10/27 ）
- 1992 星空のコンチェルティーノ お琴 "作・演出・出演"（東京シアターV赤坂 6/25～7/5 ）
- 2002 ひとり語り「女殺油地獄」原作：近松門左衛門  "構成・作曲・主演"（東京草月ホール 4/7・仙台 4/13）
- 2003 近松譚詩抄・父と子  "構成・作・演出・出演"（京都 1/26・伊豆 1/11・東京 2/2）
- 2003 バイリンガルひとり歌舞伎「女殺油地獄」日英版  "構成・主演"（第四回桐生有鄰館演劇祭 10/10～11・横浜にぎわい座 10/17～18）
- 2005 三島由紀夫 近代能楽集 「弱法師」「卒塔婆小町」 "演出・出演"（東京銀座小劇場 8/11～13）
- 2006 三島由紀夫 近代能楽集　「熊野」「葵の上」 "演出・出演"（青山草月ホール 7/22・エルパーク仙台 7/25～26）
- 2007 六十二万石　嵐に立つ花  "構成・作曲・演出・出演"（第六回桐生有鄰館演劇祭 10/13～14・仙台孝勝寺 11/8・大河原えずこホール 11/9）
- 2008 星空のコンチェルティーノ お琴 改定再演  "作・演出・出演"（東京あうるすぽっと 7/4～6）
- 2009 古劇と現代音楽 近松と青果  "構成・演出・作曲・出演" （第七回桐生有鄰館演劇祭 9/19～20・東京グランドアーク半蔵門 9/24・エルパーク仙台 9/29～30）
- 2010 夜明けを夢見た男たち 原作：真山青果  "構成・作曲・演出・出演"（エルパーク仙台 9/21～23・東京グランドアーク半蔵門 12/25・名取市民会館 名取高専芸術鑑賞会 9/30）
- 2011 星空のコンチェルティーノ お琴 改定再演  "作・演出・出演"（仙台電力ホール 8/13～14・東京スペース107 8/26～28）
- 2011 仙台七夕まつり前夜祭　"企画構成・朗読「八郎」（仙台市民広場 8/5）
- 2012 父恋狂想譚　附・英語狂言 原作：真山青果 "作曲・演出・出演"（東京自由学園明日館 9/12～13・仙台メディアテーク 9/22）
- 2012 復興コンサート「男伊達　天赦の音詩」 "構成・作曲"（グランドヒル市ヶ谷 12/24・仙台サンプラザホテル 12/8）
- 2013「希望の灯火」「天の赦すところ」 "作・演出・朗読"（仙台電力ホール 9/18・東京日本橋公会堂 9/21～22）仙台共催：宮城県芸術協会
- 2013 年忘れ 笑いと涙の福袋  "作・補綴・演出"（仙台らららホール 12/5）
- 2014 What a Wonderful World  "作・演出・作曲"（仙台電力ホール・東京日本橋公会堂）
- 2014 奥州戦国悲譚 花山寺  "作・演出・作曲"（東京日本橋公会堂 9/26～27・日立システムズホール仙台 10/7）
- 2015 天佑台湾感恩公演「星空小夜曲 阿琴」 "構成・作・演出 "（台湾台北市国立国父記念館 1/31）
- 2015 第10回有鄰館演劇祭　"朗読" 「八郎」「花咲き山」他　ギター演奏：若生智彦（桐生市有鄰館 6/19）
- 2015 仙台七夕まつり「糸竹の夕べ」コンサート  "企画構成"（仙台市民広場 8/5）
- 2015「天の赦すところ」宇和島伊達400年祭記念公演 （2015年 宇和島市南予文化会館 10/3～4・東京博品館劇場 10/7・仙台イズミティ21 10/10）
- 2016 天佑台湾感恩公演in宮城「星空のコンチェルティーノお琴」 "企画・作・演出"（宮城県民会館東京エレクとローンホール宮城 3/12）
- 2017 第一回ふるさとの春まつり 東日本大震災七回忌追善公演 市民参加ミュージカル「オルゴーランド～ゴーストからの贈り物～」 "構成・演出・作曲"（仙台電力ホール ）
- 2017 芸能生活30周年記念 ひとり芝居「親鸞 大いなるみ手に抱かれて」"主演・作曲" ギター編曲と演奏：若生智彦　(桐生有鄰館10/7、新潟燕喜館10/13、酒田本間家旧本邸11/26、仙台戦災復興記念館11/29、東京シアター代官山12/2)
- 2018 第二回ふるさとの春まつり 故郷與春之慶典 "企画・演出・司会"（仙台メディアテーク 3/24、台南新瑩文化中心 4/13、台中東海大學演奏廰 4/14、台北中正記念堂演奏廰 4/15）
- 2018 明治維新150年記念 史劇「石に刻んだ赤心」"作・演出・出演"（仙台電力ホール 11/2、雄勝小中学校 11/4、東京文化シャッターBXホール 11/5～6、鹿児島県民交流センター 11/7～8）
- 2019 第三回ふるさとの春まつり「星空のコンチェルティーノお琴」"作・演出・出演"（東京日本橋公会堂 3/11～12、仙台メディアテーク 3/14)
- 2019 日台親善コンサート国内巡演「歌の架け橋となって」　"企画・演出・出演"（熊本西福寺本堂 2019,9/26、宇和島市パフィオ宇和島 9/28～29、宮城県山本町つばめの杜ひだまりホール 10/2、多賀城市HARI☀SUN CAFE 10/3、雄勝小・中学校 10/4、仙台スターダスト 10/5、東京明治記念館末広の間 10/7)
- 2019 日台親善コンサート台湾公演「歌の架け橋となって」"企画・司会"花蓮市明石珈琲館 11/30
- 2020 日台米親善コンサート米国公演「歌の架け橋となって」"企画・出演" 米国NYスカンジナビアハウス 共催 CUPA 2020,1/18）
- 2019 仙台南劇場交流企画 〈鐵支路邊創作體との共同創作〉"企画・演出・出演"（台南市成功大学演奏廰 11/29)
- 2022 平澤真悟　尺八国際大会入賞記念コンサート"企画・司会・朗読"（仙台松音寺 5/14、栗原花山村寒湯番所跡 5/28)
- 2022「天の赦すところ、再び」七年ぶりの同窓会コンサート "企画・司会・作曲"（宇和島パフィオ 7/2、東京自由学園明日館 7/7、仙台ライブドームスターダスト 7/9)
- 2022年 日台米親善コンサート「歌の架け橋となって」"企画・司会" (東京自由学園明日館 11/20、
- 2023 日台親善コンサート「歌の架け橋となって」"企画・司会" (南三陸町ベイサイドアリーナ 2/23、仙台楽楽楽ホール 2/25)
- 2023 東日本大震災13回忌追善公演「石に刻んだ赤心」再演　"作・演出・出演"（鹿児島みなみホール 3/25、熊本健軍文化ホール 3/27、竹田グランツたけた廉太郎ホール 3/29、東京自由学園明日館 4/6、仙台楽楽楽ホール 4/13～14、石巻マルホンまきあーとテラス 4/9、気仙沼中央公民館 4/11)
- 2023 「吉田志門を君は聴いたか」みちのくデビューコンサート～いちばんすきなひとに～　"司会・作編曲" (仙台バトナホール 11/3)

### 舞台出演（招聘）
- 1996 坂本冬美デビュー十周年記念特別公演　「夜桜お七」演出：逢坂勉 (明治座 6月)
- 1999 東京ギンガ堂公演「KAZUKI～ここが私の地球」演出：品川能正（シアターVアカサカ 3/10～14）
- 1999 FOCOプロデュース公演　三島由紀夫近代能楽集｢熊野｣ 演出：篠本賢一（新宿御苑ビプランシアター 12/3～5）
- 2000 遊戯空間公演　シェークスピア「十二夜」 演出：篠本賢一（六行会ホール 10/4～8）
- 2002板橋演劇センター公演　シェークスピア「恋の骨折り損」演出：遠藤栄藏（東京芸術劇場小ホール 1/17～20）
- 2002 劇団まがりかど「振り向けばそこに～ニコニコ生命　戸越銀座支店物語その1～」作・演出：小峯侑二（銀座小劇場）
- 2003 So-netプロデュース ブロードバンドシアター「ROOF TOP」演出：関聡太郎（銀座SOMIDOホール<銀座ソニービル> 3/29～4/10）
- 2003 バッハ・コレギウムジャパン「つぎはぎオペラ ヘンデルのパスティッチョ」指揮：鈴木雅明　演出：国松真知子（東京芸術大学奏楽堂 11/24）
- 2003 劇団まがりかど「ふり向けばそこにパートⅡ」作・演出：小峯侑二（銀座小劇場 12/8～10）
- 2004 主婦劇団FMCミュージカル　「オルゴーランド」  "作曲担当"（下北沢タウンホール 2/20）
- 2005 ぼっくすおふぃすプロデュース「水野家のテーブル」 作・演出：神品正子（下北沢「劇」小劇場 2/9～14）
- 2005 東京オールウエストカンパニー「じれんま」作・演出：小川修平　「ビューティフル・サンデイ」（中目黒ウッディシアター 1/27～2/1）
- 2005 アンサンブル東風オペラ 「電話」作曲：メノッティ　指揮：松下功　演出：大石泰（上野公園内・旧東京芸術大学奏楽堂 2/4）
- 2007 劇団まがりかど「シルバーホスト　黄色い太陽」作・演出：小峯侑二（銀座小劇場 3/29～4/1）
- 2013 東京オペレッタ劇場「メリーウィドウ」ニェーグス役　 演出：角岳史（東京内幸町ホール 2/18）
- 2015 東京オペレッタ劇場「伯爵令嬢マリッツァ」執事役　演出：角岳史（東京内幸町ホール3/27）
- 2018 ひとり芝居「親鸞 大いなるみ手に抱かれて」"演出・出演"  ギター演奏：若生智彦　主催：真宗大谷派21組（NEXT21新潟市民プラザ 9/1）

### 演出・司会・朗読・作曲・台本執筆（招聘）
- 2004 「ピアノデュオグループ ムジカ・ピノ　コンサート」"司会"  （船橋きららホール　10/2）
- 2004 「プレミアムサロン」"司会"（ホテル ザ･エルシィ町田）
- 2005 「スプリングコンサート」"朗読"  主催：NPOオアシス家族会（船橋御瀧不動尊 4/2）
- 2005 「コンチェルト・ディンベルノ」"司会" 　主催：横山寿子 （北トピアつつじホール 12/16）
- 2006 「冬のトゥインクル・コンサート」"司会" 主催：横山寿子（北トピアつつじホール 12/15）
- 2007  鏡花幻想譚 「絵本の春」 “朗読”（六本木ストライプハウスギャラリー 4/27～28）
- 2007  鏡花幻想譚 其の二 「縁結び」 “朗読”（六本木ストライプハウスギャラリー 6/29～30）

- 2008  明の星短期大学同窓会「夏の夜のコンサート」 " 司会" （青森市民ホール 8/1）
- 2009 「冬のトゥインクル・コンサート」 " 司会"　主催：横山寿子（すみだトリフォニーホール 小ホール 12/1）
- 2012  八王子フィルハーモニー合唱団20周年記念演奏会 ヘンデルオラトリオ「メサイア」 “朗読”　指揮：角岳史（八王子東京オリンパスホール 10/28）
- 2013  仙台・大邱国際交流事業 「希望の灯火」" 演出・朗読「八郎」"（韓国大邱文化芸術会館中ホール 9/6）
- 2014  NHKラジオ深夜便　 “朗読「八郎」” ギター演奏：若生智彦（NHK仙台放送局 3/11）
- 2015  伊豆高原フェスティバル  “朗読”  小泉八雲「雪女」「葬られた秘密」「守られた約束」（ヒロ画廊伊豆高原）
- 2015  オペラ「双子の星」"演出"  作曲：高橋裕（2015年、東京文京シビックセンター・日立システムズホール仙台）
- 2016  オペラ「双子の星」再演　"演出"  作曲：高橋裕（2016年、盛岡市民文化大ホール）
- 2016 オペラ「二人のハルニレ」"台本執筆"  作曲：荒川洋 (中標津町総合文化会館しるべれっとホール 8/28)
- 2017 第五回復興の詩 独唱コンテスト　"課題曲作曲「歌声の集う街」および台本執筆と演出「君に贈る刻」"  (多賀城市民会館 12/16)
- 2018 第六回復興の詩 独唱コンテスト　"台本執筆と演出"  (多賀城市民会館 12/15)
- 2021 演奏会形式によるオペラ「御代に花咲く」"台本執筆"  作曲：荒川洋 (松戸市民劇場 2/7)
- 2023 演奏会形式によるオペラ「御代に花咲く」"台本執筆"  作曲：荒川洋 (みどり市ながめ余興場 10/1)
- 2024 第60回宮城県芸術祭オープニングイベント「未来の駅」"朗読" （仙台メディアテーク 9/28）

### 英語狂言
- フルブライト奨学基金主催　日本の古典を紹介するプログラムでの公演　狂言「痺しびり」　共演：ダン・ケニー、小川七郎（2007～2008 春と秋）
- 上智大学夏期特別講座　狂言「痺しびり」　共演：ダン・ケニー、小川七郎（2007～2008 8月）
- 慶応義塾大学日吉校　大学祭参加（2008 11月）
- 白石市傑山寺にて英語狂言の夏期ワークショップを開催　講師：ダン・ケニー（2012～2015 8月）

### 学校出前講座
- 出前演目「表現力を高めよう！」（2002～2011年、<宮城県>岩沼北中、岩沼中、岩沼西中、玉浦中、角田中、増田中、八軒中、富沢中、月見が丘小、ゆりが丘小、那智が丘小、連坊小、船越小、利府小、東船岡小、大衡小、秋保小　<千葉県>　千葉商科大学）
- 大東文化大学特別講義　-近松作品にみる父子の愛情-（2004）